# 도산안창호급 잠수함
도산안창호급 잠수함(島山安昌浩級潛水艦)은 대한민국 해군이 2020년에 실전배치한 3,000~3,500톤급 잠수함의 함급이다. 이 개발 사업으로 대한민국은 잠수함 독자설계와 건조기술을 보유한 12번째 국가, 3000톤급 이상의 잠수함을 독자 개발한 8번째 국가가 되었다.

## 개요
장보고-III 배치-I 잠수함 사업은 2007년부터 2023년까지, 총 3조 3,300억원을 투입, 3000톤급 잠수함 세 척을 국내 기술로 설계·건조하는 사업으로, 세 척의 건조는 모두 마무리되었다. 1번 함인 도산안창호함은 2019년, 2번 함인 안무함은 2020년, 3번 함인 신채호함은 2021년에 진수되었다. 해군은, 함명으로 독립운동에 공헌하였거나 광복 후 국가발전에 기여한 인물로 정하고 있으며, 함명제정위원회를 거쳐 최종 명명된다. 선체와 추진체계, 소나 체계, 전투체계 등을 국산화하여 국산화율을 약 76% 수준으로 끌어올린 것이 특징이다.
성능이 향상된 장보고-III 배치-II 잠수함인 이봉창급 잠수함은 2025년 건조될 예정이다.

## 함명

### 도산안창호함
2018년 9월 14일 오후, 거제 대우조선해양(현 한화오션) 옥포 조선소에서 장보고-III 배치-I의 1번 함인 도산안창호함(KSS-Ⅲ)의 진수식이 열렸다. 이후 2021년 8월 해군에 인도되어 임무 수행에 들어갔다. 2021년 9월 15안일, 사거리 500km인 현무-2B를 기반으로 개발한 현무 4-4로 알려진 SLBM의 수중 시험발사에 성공함으로써, 세계 7번째 SLBM 운용국이 되었다.
도산안창호함은 미국·영국·프랑스·일본·인도·러시아·중국에 이어 세계 8번째로 국내 독자 기술로 설계·건조한 첫 3000톤급 잠수함으로, 두뇌 역할을 하는 전투 체계와 음향 탐지 장비인 소나·추진전동기 등 국산 제품을 상당수 탑재하여 국산화율이 76%에 달한다. 길이 83.5m, 폭 9.6m로 공기불요추진체계(AIP)를 탑재하여 최대 3주일 가까이 수중작전이 가능하며, 최대 잠항 심도는 400m 이상이다. 또한, 국내 잠수함으로는 처음으로 잠수함 발사 탄도 미사일(SLBM) 수직발사관 6기를 장착하여 전략 타격 능력을 갖추었으며, 이외에도 어뢰와 기뢰, 대함 미사일, 순항미사일 등도 갖추었다.

### 안무함
2020년 11월 10일 오후, 거제 대우조선해양 옥포 조선소에서 장보고-III 배치-I의 2번 함인 안무함의 진수식이 안무 장군의 후손이 참석한 채 거행되었다. 2020년 11월 옥포조선소에서 진수한 이후 대우조선해양이 시운전하며 군의 인수평가를 거쳤다.
봉오동 전투와 청산리 전투의 주역인 안무 장군의 이름을 딴 안무함은 도산안창호함과 같이 대부분의 부품을 국산화하여 76%의 국산화율을 보인다. 전체 길이는 83.3ｍ, 폭 9.6ｍ로, 잠항 시간을 늘려주는 AIP 체계를 갖추었다. 수중 최대 속력은 20kts(시속 37㎞) 이상, 탑승 인원은 50여 명이다. 방사청은 안무함에 대해, 수직발사체계에서 발사하는 SLBM으로 지상 핵심표적에 대한 정밀타격능력을 보유하고 있어 유사시 전략적 타격 임무 수행이 가능하다고 밝혔다.

### 신채호함
2021년 9월 28일, HD현대중공업 울산 본사에서 장보고-III 배치-I의 3번 함인 신채호함이 진수되었다. 2024년 4월 4일, HD현대중공업 울산 본사에서 해군 인도 서명식이 있었다. 이례적으로 미·영·호·필리핀·폴란드·페루 등 9개국에서 온 20여 명의 각국 정부 인사도 참석하였다.

## 동급함
| 함번   | 함명       | 기공             | 진수             | 취역             | 제조         |
| SS-083 | 도산안창호 | 2016년 05월 17일 | 2018년 09월 14일 | 2021년 08월 13일 | 대우조선해양 |
| SS-085 | 안무       | 2018년 04월 17일 | 2020년 11월 10일 | 2023년 04월 20일 | 대우조선해양 |
| SS-086 | 신채호     | 2019년 04월 10일 | 2021년 09월 28일 | 2024년 04월 05일 | 현대중공업   |

## 갤러리
- 도산안창호급 잠수함 SLBM 첫 시험 발사
- 신채호함

## 같이 보기
- 209급 잠수함
- 손원일급 잠수함
- 이봉창급 잠수함
- 로미오급 잠수함
- 쑹급 잠수함
- 오야시오급 잠수함